# 名古屋市立大学の人物一覧
名古屋市立大学の人物一覧（なごやいちりつだいがくのじんぶついちらん）は、名古屋市立大学に関係する人物の一覧記事。

## OB・OG

### 政界
- 吉岡初浩 - 愛知県高浜市長、元高浜市議会議長
- 稲垣武 - 愛知県刈谷市長、元刈谷市副市長

### 財界
- 後藤尚英（愛知製鋼社長）
- 高橋慎弥（トヨタ自動車北海道社長、北海道経済連合会副会長）
- 西村誠司（エクスコムグローバル社長、『イモトのWiFi』『にしたんクリニック』で有名なタレント社長）

### 研究者・学者
- 岡田暁宜 - 精神科医、臨床心理士、名古屋大学教授、元慶應義塾大学教授、日本精神分析学会奨励賞
- 滝川一廣 - 精神科医、臨床心理学者、元学習院大学教授、元大正大学教授、元愛知教育大学教授
- 熊木徹夫 - 精神科医、精神病理学者、あいち熊木クリニック院長
- 山中康裕 - 精神科医、臨床心理士、京都大学名誉教授、日本心理臨床学会賞
- 中西真 - 医学者、東京大学医科学研究所所長、東京大学新世代感染症センター教授
- 御供泰治 - 医学者、名古屋市立大学名誉教授、愛知きわみ看護短期大学学長
- 小川仁志 - 哲学者、山口大学国際総合科学部教授
- 森崇 - 精神科医、福岡教育大学教授、北九州津屋崎病院副院長
- 森省二 - 精神科医、愛知みずほ大学教授
- 宮川隆 - 薬学者、東京大学助教
- 栗木清典 - 衛生学者、静岡県立大学准教授
- 多和田眞 - 経済学者、名古屋大学名誉教授、元日本地域学会会長、元日本応用経済学会会長
- 戸谷誠之 - 小児科医、昭和女子大学大学院教授
- 富田智嗣 - 会計学者、関西大学大学院教授
- 豊岡利正 - 薬学者、静岡県立大学教授
- 中矢俊博 - 経済学者、南山大学名誉教授
- 貝谷久宣 - 精神科医、京都府立医科大学客員教授
- 吉田有里  - 経済学者、甲南女子大学准教授
- 近藤啓 - 薬学者、静岡県立大学教授
- 小俣和一郎 - 科学史家、精神病理学者
- 坂本多穗 - 薬学者、静岡県立大学准教授

### 文学・文化・芸術
- 今泉力哉 - 映画監督
- 木下夕爾 - 詩人・俳人（名古屋薬学専門学校卒）
- 馬場駿吉 - 俳人・美術評論家・医師
- 前田直樹 - 映画監督
- 森本理子 - 将棋女流棋士

### 芸能
- 大和田獏 - 俳優
- 東山彩 - 演歌歌手

### マスコミ
- 加藤美紀 - 元中部日本放送アナウンサー 元 同局アナウンス部長
- 角野友紀 -　フリーアナウンサー、 元朝日放送アナウンサー
- 河添恵子 - ノンフィクション作家
- 登田真由子 - 元岩手朝日テレビアナウンサー
- 伊佐治好音 - 三重テレビ放送アナウンサー、元大垣ケーブルテレビ

## 教官
- 渡仲三 - 性科学者、名誉教授
- 澤本和延 - 教授、博士（医学）
- 伊藤恭彦 - 教授、政治学者、博士（法学）
- 菊地夏野 - 准教授、社会学者、博士（文学）